# Перрен, Филипп
Фили́пп Перре́н (фр. Philippe Perrin; род. 6 января 1963, Мекнес, Мекнес-Тафилалет, Марокко) — французский военный лётчик, 9-й космонавт Франции.

## Образование
Филипп Перрен вырос в Авиньоне (Прованс). После окончания школы в 1982 году поступил в Политехническую школу в Париже и в 1985 году получил специальность инженера.

## Военная служба
Ещё до окончания учёбы в Политехнической школе Филипп Перрен прошёл срочную службу во французских ВМС. Проведя 6 месяцев в Индийском океане, он получил опыт судовождения и навигации.
После выпуска из Политехнической школы в 1985 году Перрен поступил на службу в ВВС. Через год получил квалификацию лётчика и получил назначение в 33-ю разведывательную эскадрилью, размещённую на авиабазе в Страсбурге, где прослужил с 1987 по 1991 год. Пилотировал истребитель Mirage F1CR, выполнял задания в Африке и Саудовской Аравии. Совершил 26 боевых вылетов, налетал более 2500 часов на более чем 30 типах самолётов (от реактивных истребителей до «Эрбаса»).
В 1993 году прошёл курс обучения в школе лётчиков-испытателей в Истре (авиабаза Истр-ле-Тюбе). По завершении подготовки продолжил службу в испытательном центре Бретиньи.
В 1993 году направлен во 2-ю эскадрилью ПВО на авиабазу в Дижоне в должности главного оперативного дежурного. В 1995 году вернулся в испытательный центр Бретиньи в качестве заместителя главного лётчика-испытателя. Участвовал в разработке и испытаниях истребителя Mirage 2000-5.

## Космическая подготовка
В 1989—1990 гг. Филипп Перрен стал одним из четырёх французских лётчиков, отобранных 30 июля 1990 года Национальным центром космических исследований (3-й набор CNES), и вошёл вместе с ними в группу, которая готовивилась к полётам на разрабатывавшемся европейском шаттле «Гермес». Однако вскоре проект был закрыт, и в 1992 году астронавтов направили в Звёздный городок (Россия). Там они проходили обследование и тренировки в течение 2 месяцев в рамках подготовки к будущим российско-французским полётам.
В июле 1996 года CNES объявил, что в соответствии с договором с НАСА Ф. Перрен выбран кандидатом для полёта на американском шаттле, а в августе направил его в НАСА для прохождения подготовки в космическом центре имени Джонсона. После двух лет тренировок и тестирований ему была присвоена квалификация специалиста полёта, и Перрен получил назначение в отделение космических систем и управления отдела астронавтов.
В начале 2001 года Филипп Перрен был назначен в экипаж миссии STS-111 и в мае того же года приступил к непосредственной подготовке к полёту.

## Полёт на «Индеворе»
Свой единственный космический полёт 39-летний Филипп Перрен совершил в качестве специалиста полёта 5—19 июня 2002 года. Основными задачами миссии STS-111 были посещение МКС, доставка 5-го и возвращение на Землю 4-го основного экипажа станции, доставка технического оборудования для долговременной экспедиции, мобильной платформы (Mobile Base System, MBS), благодаря которой робот-манипулятор «Канадарм2» может передвигаться по корпусу МКС по специальным рельсам.
Во время полёта Филипп Перрен вместе с Франклином Чанг-Диасом совершил три выхода в открытый космос длительностью 7 ч 14 мин, 5 ч 00 мин и 7 ч 17 мин, во время которых они занимались в основном установкой платформы для манипулятора и ремонтными работами.
Продолжительность полёта составила 13 суток 20 час 35 минут 56 секунд.
Этот был последний полёт с участием космонавта CNES, так как к в 2000—2002 гг. в европейских странах все национальные отряды астронавтов были расформированы, взамен их был создан единый отряд астронавтов Европейского космического агентства.
Статистика
| # | Стартовый корабль | Старт, UTC        | Экспедиция     | Корабль посадки | Посадка, UTC      | Налёт                       | Выходы в открытый космос | Время в открытом космосе |
| - | ----------------- | ----------------- | -------------- | --------------- | ----------------- | --------------------------- | ------------------------ | ------------------------ |
| 1 | Индевор STS-111   | 05.06.2002, 21:22 | STS-111, МКС-5 | Индевор STS-111 | 19.06.2002, 17:57 | 13 суток 20 часов 34 минуты | 3                        | 19 часов 31 минута       |
|   |                   |                   |                |                 |                   | 13 суток 20 часов 34 минуты | 3                        | 19 часов 31 минута       |

## Последующая деятельность
В декабре 2002 года Перрен был переведён из отряда астронавтов CNES в отряд астронавтов ЕКА. Однако в новом статусе космических полётов он так и не совершил и в мае 2004 года ушёл в отставку, вернувшись к лётно-испытательной работе в авиакомпании Airbus.

## Награды
- Медаль заморского департамента за участие в войне в Персидском заливе в 1991 году.
- Кавалер ордена Почётного легиона (1999).
- Две медали министерства обороны.
- Два диплома ВВС Франции «За безопасный полёт».

## Семья
Женат на Сесиль Боск, имеет дочь. Увлекается плаванием, подводным плаванием, лыжным спортом, путешествиями, историей.